# Juan Carlos Olaria
Juan Carlos Olaria Puyoles (Zaragoza, 6 de abril de 1942) es un  director de cine y guionista español. 
En 1976 rodó la película de ciencia ficción El hombre perseguido por un O.V.N.I.. protagonizada por Richard Kolin, Lynn Endersson, Juan Olaria, Dámaso Muní, Lina Nadal, Rosario Vineis y Manuel Bronchud.

## Biografía
Con tan sólo 12 años empezó a rodar en 8mm y durante su adolescencia filmó cortometrajes como Robo al amanecer (1957), El planeta Plimio (1958) o Mil bombas! (1961). En 1962 rueda en 8mm Barcelona sonríe, película de sketches formada por las piezas Esperando al 24 (6'), El amor brujo (5'), Tarde de fiesta en un día de Otoño (5'), Una tarde al cine (5'), Escena del gato (3') y Grandes rebajas (5'). Con el cortometraje Hormiga (1964), Achile Coron, ministro italiano de gobierno de Aldo Moro, le otorgó el Premio della Rassegna del Cinematore, el máximo reconocimiento artístico que Olaria ha obtenido hasta el momento.
Tras asistir al estreno de La noche de los muertos vivientes de George A. Romero, quedó tan impresionado con esta película de bajo presupuesto que pidió dinero a su padre para financiarle su primer largometraje El hombre perseguido por un O.V.N.I., que filmaría entre 1972 y 1975.
Su segunda película fue El diario rojo de 1982 que permaneció inédita durante 37 años hasta su recuperación en 2019.

"Es una película en blanco y negro, muy hermética, que no busca ningún tipo de concesión. No creo que sea muy comercial. Hay una escena al final que es bastante impresionante, en la que el marido (su mujer ha sido violada violentamente y él es estéril) se da cuenta de que el niño no es suyo, y lo quiere destruir… Es bastante impresionante el final. Ahora, yo no sé si en el cine me echarán tomates o me aplaudirán".
Juan Carlos Olaria (La abadía de berzano).

En 1990 rodó El caminante, un cortometraje interpretado por José María Blanco, el director de cine José María Nunes y la voz de Fernando Ulloa. En el cortometraje, José María Nunes interpreta a un patriarca que intenta, sin conseguirlo, orientar a un legionario romano (José María Blanco), recitando a Antonio Machado.
En 1995 filma Encuentro Inesperado, cortometraje protagonizado por Ángela Ulloa que aparece como extra en la edición en DVD de El hombre perseguido por un O.V.N. editado por L’Atelier 13.
En el proyecto Els cineastes opinen de 2003, Olaria entrevistó a seis directores de cine: José Ulloa, José María Nunes, Antoni Ribas, Tomàs Mallol, Francisco Pérez-Dolz y Miquel Iglesias Bonns.
Aparece como actor en el mediometraje Difuminado de 2014 dirigido por Pere Koniec y en el documental Cine de guerrilla de 2016 dirigido por Jaime Zaragoza.
En septiembre de 2017, el colectivo Infancia en escabeche de Barcelona organiza el homenaje Olaria en escabeche, la primera proyección que se realiza de sus cortometrajes de juventud. La sesión proyectó los cortometrajes Robo al amanecer (1957), El Planeta Plinio (1958), ¡Mil Bombas! (1961), Grandes rebajas (1962), Principio del Nirvana (1967) y Hormiga (1964).
El sábado 4 de mayo de 2019, después de permanecer 37 años inédita, Olaria estrenó su película El diario rojo en los Cines Zumzeig de Barcelona. A la proyección asistieron el director Juan Carlos Olaria y el actor protagonista Joan Estrada. Entre el público del pase se encontraban el presentador Toni Rovira, el cineasta Carlos Benpar, el crítico de cine Pere Vall o la actriz Amparo Moreno. El acto estuvo presentado por el cineasta Pere Koniec que moderó una charla en la que se explicaron varias anécdotas hasta entonces inéditas.
El 31 de julio de 2019, la Filmoteca Española (Madrid) programó una selección de obras dirigidas por Juan Carlos Olaria Olaria. Dentro de la sección Sala B y bajo el título El hombre que hacía OFNIS: Objetos Fílmicos No Identificados, el especialista en cine de serie B Álex Mendíbil presentó una sesión con Encuentro inesperado (1995), El hombre perseguido por un OVNI (1976), Diálogos camp (1973) y El diario rojo (1982). La proyección estuvo acompañada por el crítico de cine Toni Junyent, el actor Joan Estrada y el propio Olaria.
Entre 2015 y 2020, Olaria produjo la secuela de El hombre perseguido por un O.V.N.I.  titulada  El hijo del hombre perseguido por un Ovni, protagonizada por Toni Junyent, Jordi Guasch, Ana Merchante, David Ayén, Carles Mir, José Ulloa, Ángela Ots, Joan Estrada, Toni Rovira y José María Blanco. La película se estrenó en la sección Brigadoon del Festival de Cine de Sitges el 13 de octubre de 2021.
El 26 de octubre de 2021, la Filmoteca Española proyectó en el Cine Doré la película El diario rojo, en una copia digitalizada para la ocasión. El acto estuvo presentado por Álex Mendíbil y el protagonista de la cinta Joan Estrada.
El 27 de noviembre de 2021, la Cinemateca Portuguesa proyectó El diario rojo dentro del ciclo Mostra Espanha, una selección de películas españolas clásicas que incluía Esa pareja feliz (Luis G. Berlanga y Juan Antonio Bardem, 1951) y Manicomio (Fernando Fernán Gómez y Luis M. Delgado, 1953).
El 1 de marzo de 2022, se creó Orbita Olariana, una cuenta de Instagram en la que repasa la filmografía de Juan Carlos Olaria y se publican noticias relacionadas con sus películas.

## Filmografía

### Director
- Robo al amanecer (1957), (cortometraje)
- El planeta Plimio (1958), (cortometraje)
- Mil bombas! (1961), (cortometraje)
- Monte perdido (1961), (reportaje)
- Grandes rebajas (1962), (cortometraje)
- Barcelona sonríe (1962), (película de sketches)
- Impacto (1963), (cortometraje)
- El caso del detective Smith (1964), (cortometraje)
- Hormiga (1964), (cortometraje)
- Paseo por la prehistoria (1965), (cortometraje)
- Canción a las ruinas de Italica (1965), (Poema filmado)
- Costa brava (1965), (documental)
- Principio del nirvana (1967), (cortometraje)
- Viaje al firmamento (1968), (cortometraje)
- Un verano con botas (1969), (reportaje)
- Diálogos 'camp' (1973), (cortometraje)
- El hombre perseguido por un O.V.N.I. (1976), (largometraje)
- Tibidabo (1979), (documental)
- El diario rojo (1982), (largometraje)
- El caminante (1990), (cortometraje)
- Encuentro inesperado (1995), (cortometraje)
- Els cineastes opinen (2003), (Entrevistas a cineastas)
- El hijo del hombre perseguido por un Ovni (2020), (largometraje)

### Actor
- El hombre perseguido por un O.V.N.I. (1976) como Jefe de los extraterrestres
- Hotel Paradis (1981) como Él mismo (documental de Carles Comas)
- El diario rojo (1982) como Doctor
- ¡Viva la Pepa! (1982) (largometraje de Carles Balagué)
- Perfidia (1991) como Loco de la lotería (largometraje de Santiago Lapeira)
- Las apariencias engañan (1991) como Invitado fiesta (largometraje de Carles Balagué)
- Difuminado (2014) como Leandro (mediometraje de Pere Koniec)
- Aristoteles hijo (2015) (cortometraje de Naxo Fiol)
- Cine de guerrilla (2016) (documental de Jaime Zaragoza)
- Conexión extraterrestre (2017) como Melvin (cortometraje de Jaime Zaragoza)
- Ya no te quiero (2018) (cortometraje para Notodofilmfest de Néstor F.)
- El hijo del hombre perseguido por un Ovni (2020) como E.T. técnico en mutantes
- Volpina (2021) como Hombre en entierro (largometraje de Pere Koniec)

## En la cultura popular
El 26 de octubre de 2022, el concursante Rafa Castaño estuvo a punto de completar el rosco del programa Pasapalabra de Antena 3. El presentador Roberto Leal exclamó: "¡Estás a una de 1.714.000 euros! 20 segundos por delante y una palabra".

"Empieza por O, apellido del cineasta que dirigió la película El hombre perseguido por un ovni".

El concursante falló. Probó suerte con el apellido Orton, pero el responsable de dicho largometraje era el español Juan Carlos Olaria. El participante admitió que no lo conocía.